# Van Acker (Gent)
Van Acker was een textielfabriek in Gent, gelegen aan Bachtenwalle naast het Prinsenhof. De katoenspinnerij is opgericht rond 1828, oorspronkelijk met de naam Vanden Broecke-Grenier. Voordien was op deze plek een kleine katoendrukkerij gevestigd, opgericht in 1813 door Franciscus Vanden Broecke. In 1851 werd de fabriek uitgebreid en kwamen er weefgetouwen bij. Tot 1972 werden hier garens en stoffen geproduceerd.

## Ketelhuis en machinekamer
De oudste nog bestaande constructie is een opmerkelijke vierkante schouw met ijzeren banden, gebouwd rond 1850. Ze maakt deel uit van een geheel met het ketelhuis en de machinekamer, waar in 1851 een eerste stoommachine voor de fabriek werd geïnstalleerd. In het ketelhuis werd steenkool verbrand om water te verhitten en om te zetten in stoom. Die stoom zette vervolgens de stoommachine in beweging, die op haar beurt via een systeem van drijfstangen en aandrijfriemen de machines in de fabriek aandreef.
De eerste stoommachine bij Van Acker werd later vervangen door een krachtiger exemplaar, een dubbele verticale balansstoommachine. Daarvoor werd een nieuwe machinekamer gebouwd rond 1860 en kreeg ze haar huidige uitzicht.

## Afbraak en herbestemming
Na de sluiting van de fabriek in 1972 stonden de gebouwen een tijdlang leeg. De Stad Gent kocht het complex in 1976 aan en onderzocht de mogelijkheid om er het Museum voor Industriële Archeologie en Textiel (MIAT) - vandaag het Industriemuseum - in onder te brengen. Maar de fabrieksgebouwen bleken in te slechte staat en werden in 1982 grotendeels afgebroken. In de plaats kwamen nieuwe sociale woningen.
Een waardevol gedeelte van de fabriek werd echter wel behouden en beschermd als monument: het machine- en ketelhuis, de vierkante schoorsteen uit 1850, de stoomketel en het aanpalende gebouw met sheddaken worden gerestaureerd. Vandaag gebruikt de Gentse gidsenorganisatie Vizit deze gebouwen.